# Wohn- und Wirtschaftsgebäude Iserloyer Straße 41
Das Wohn- und Wirtschaftsgebäude Iserloyer Straße 41 im östlichen Ortsteil Dötlingen-Iserloy stammt vom frühen 19. Jahrhundert.
Aktuell (2023) wird es landwirtschaftlich und gewerblich genutzt.
Das Gebäude steht unter Denkmalschutz (siehe auch Liste der Baudenkmale in Dötlingen).

## Beschreibung
Das eingeschossige giebelständige Gebäude als Vierständer-Hallenhaus in Fachwerk mit sichtbaren Steinausfachungen sowie mit reetgedecktem Krüppelwalmdach, Niedersachsengiebel und Uhlenloch und Schleppdachgaube stammt von 1860/1870. Das Innengerüst und die Raumgliederung sind weitgehend erhalten. Die Außenwände des Wohnteils und Wirtschaftsgiebels wurden um 1900 massiv in Backstein erneuert.
Weitere nicht denkmalgeschützte Nebengebäude umgeben den Hof.
Das Landesdenkmalamt befand: „…  geschichtliche Bedeutung … für die Baugeschichte und für die Volkskunde … .“